# Becca Gardner
Becca Gardner (* 4. März 1990 in Bellevue, Washington; eigentlich Rebecca Gardner) ist eine US-amerikanische Schauspielerin.

## Leben
Sie ist gemeinsam mit ihren drei Geschwistern in Lake Tahoe, Nevada aufgewachsen. Erste schauspielerische Erfahrungen sammelte sie im Alter von vier Jahren in Musicals der Missoula Children Theatre Group. Im Jahr 2003 spielte sie in Linda Larsons Thriller What Ever Happened to Alice die Rolle der Bonnie. 2005 folgte Ein ungezähmtes Leben in dem sie neben Robert Redford, Morgan Freeman und Jennifer Lopez zu sehen war.
Ab 2012 trat sie bei kleineren Filmprojekten in verschiedenen Funktionen hinter der Kamera in Erscheinung. Im Jahr 2018 war sie Produktionsassistentin bzw. Produzentin der TV-Dokumentarserie Your Date Project.

## Filmografie (Auswahl)
- 2003: What Ever Happened to Alice
- 2005: Ein ungezähmtes Leben (An Unfinished Life)
- 2006: Grey’s Anatomy (Fernsehserie, Folge 2.13)
- 2011: The Closer (Fernsehserie, Folge 7.14)